# Mühlbach (Hebertshausen)
Der Hebertshausener Mühlbach entsteht als Ableitung oberhalb eines Wehres südlich von Hebertshausen.
Er diente zunächst der Steinmühle Deutenhofen, später bis 1988 der Stromerzeugung.